# زولوتي
زولوتي (Золоте) هي مدينة في مقاطعة لوهانسكا في أوكرانيا.
يبلغ عدد سكانها حوالي 16041 نسمة.